# Amber Coffman
Amber Coffman, rodným jménem Amber Dawn Coffman, (* 15. června 1984, Austin, Texas, USA) je americká zpěvačka a kytaristka, bývalá členka skupiny Dirty Projectors. Mimo to spolupracovala s dalšími interprety, jako jsou například Snoop Lion, John Cale, J. Cole nebo skupina The Roots. V roce 2017 vydala své první sólové album City of No Reply.

## Kariéra
Svou kariéru zahájila v roce 2005 jako kytaristka v instrumentální skupině Sleeping People; ze skupiny odešla o dva roky později, krátce po vydání alba Growing. V roce 2007 se stala členkou skupiny Dirty Projectors a brzy po svém příchodu se skupinou nahrála album Rise Above. Se skupinou nahrála ještě alba Bitte Orca (2009) a Swing Lo Magellan (2012). Koncem roku 2013 oznámila, že pracuje na svém prvním sólovém albu. To nakonec dostalo název City of No Reply a jeho vydání bylo oznámeno v říjnu 2016.
Rovněž se podílela na několika písních elektronických a hip hopových hudebníků. Prvním byl britský hudebník Rusko, se kterým v roce 2010 nazpívala píseň „Hold On“. Téhož roku zpívala v písni „A Peace of Light“ skupiny The Roots a v roce 2012 svým vokálem přispěla do písně „Get Free“ elektronické skupiny Major Lazer. V roce 2013 nazpívala s J. Colem píseň „She Knows“ a spolu se Snoop Lionem a T.I. zpívá v písni „No Regrets“. V roce 2014 se podílela na debutovém albu hudebníka Hamiltona Leithausera, frontmana skupiny The Walkmen, nazvaném Black Hours. Téhož roku svým vokálem přispěla na debutové album Neon Icon rappera jménem Riff Raff.
V roce 2014 hrála ve videoklipu k písni „City of Night“ kanadského hudebníka Nicholase Krgoviche. V roce 2015 zpívala v písni „Dreamsong“ hudebníka Nate Hellera. Píseň byla nahrána pro film The Diary of a Teenage Girl, jehož režisérkou byla Hellerova sestra Marielle Heller. Téhož roku vydal velšský hudebník John Cale novou verzi své starší písně „Close Watch“, do níž svým zpěvem přispěla i Amber Coffman (píseň je součástí alba M:FANS). Rovněž vystupovala ve videoklipu k této písni.
V roce 2017 nazpívala slova Ivanky Trumpové ve stylu Lany Del Rey v písní „My Father“. Roku 2020 vydala coververzi písně „Hard Candy Christmas“, kterou proslavila Dolly Parton. V roce 2022 přispěla coververzí písně „Run Run Run“ na tributní album Ocean Child věnované umělkyni Yoko Ono. Roku 2024 vystoupila se skupinou Vampire Weekend na rozhlasované stanici SiriusXM, kde zahráli lidovou píseň „Peggy-O“ ve verzi od kapely Grateful Dead. Také hostovala v písni „Kingdom“ dua Clothing.
Jejím přítelem byl David Longstreth, vůdce skupiny Dirty Projectors.

## Diskografie

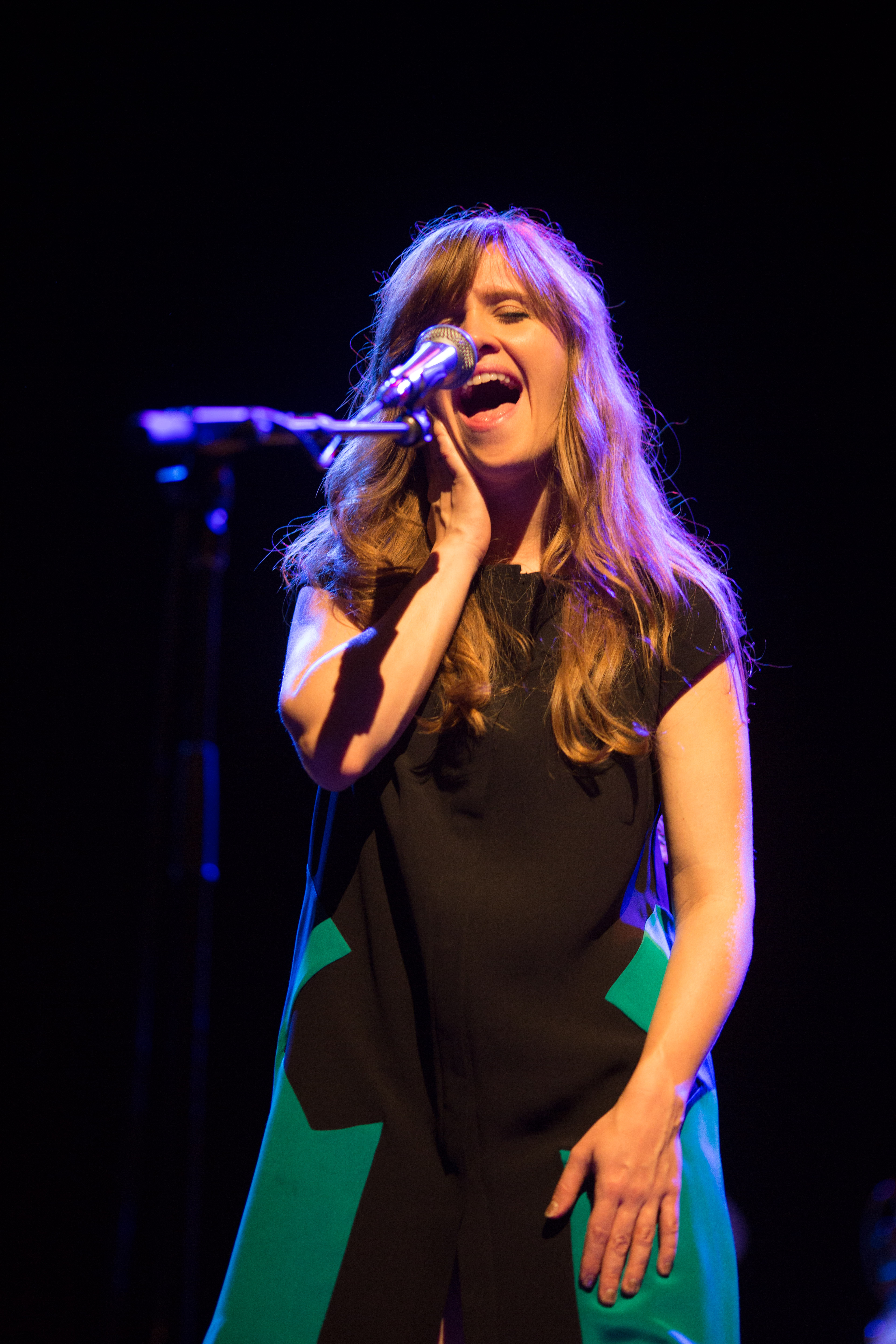
Amber Coffman v roce 2013

### Sólová
- City of No Reply (2017)

### Ostatní
- Howard Hello (Howard Hello, 2005)
- Music for Total Chickens (Rafter, 2006)
- Growing (Sleeping People, 2007)
- Rise Above (Dirty Projectors, 2007)
- Friend (Grizzly Bear, 2007)
- Pride (Phosphorescent, 2007)
- Huggable Dust (Okay, 2008)
- Bitte Orca (Dirty Projectors, 2009)
- OMG (Rusko, 2010)
- Mount Wittenberg Orca (Dirty Projectors, 2010)
- How I Got Over (The Roots, 2010)
- Swing Lo Magellan (Dirty Projectors, 2012)
- About to Die (Dirty Projectors, 2012)
- Free the Universe (Major Lazer, 2013)
- Born Sinner (J. Cole, 2013)
- Black Hours (Hamilton Leithauser, 2014)
- Neon Icon (Riff Raff, 2014)
- M:FANS (John Cale, 2016)
- Blonde (Frank Ocean, 2016)
- Radio Silence (Talib Kweli, 2017)
- Ocean Child: Songs of Yoko Ono (různí, 2022)